# 德国联邦铁路
德国联邦铁路（德語：Deutsche Bundesbahn，简称DB）是德意志联邦共和国（西德）的国营铁路公司，成立于1949年9月22日，是原德意志国铁路的继承者。自1990年10月3日兩德統一之后至1993年间，暂时保留了原德意志联邦共和国的德国联邦铁路和原德意志民主共和国的德国国营铁路两家铁路管理系统。自1994年1月1日起，这两家铁路公司合并组成了统一的德国铁路股份公司（DBAG），从此德国联邦铁路正式步入历史，而德国铁路也由国家行政机关转变为企业单位。

## 参看
- 德国铁路
- 德国国营铁路